# Vitex perrieri
Vitex perrieri là một loài thực vật có hoa trong họ Hoa môi. Loài này được Danguy miêu tả khoa học đầu tiên năm 1924.